# خليل سعيد
خليل سعيد العبيدي، ضابط عسكري عراقي سابق برتبة لواء ركن، قائد الفرقة الثالثة بعد ثورة 14 تموز 1958 ومن ثم قائداً للفرقة الأولى في عام 1961.

## سيرة
ولد ببغداد -الاعظمية في يوم الثلاثاء 4 كانون الثاني سنة 1919 وينتسب إلى علي بن حازم من عشيرة العبيد القحطانية العربية ووالدته الحاجة نقية عبد الله من السادة النعيم وانه درس في الاعظمية الابتدائية والغربية المتوسطة والاعدادية المركزية الفرع الادبي ودخل الكلية العسكرية في الصنف الحربي الدورة (13) في 15 ايلول 1936 وتخرج ضابطا في الرابع من تموز 1937 .

## العسكري
شارك في دورة الاركان الثانية عشرة وتخرج فيها بدرجة (ب) ومنح قدما ممتازا لمدة سنة واحدة.شارك في دورة الضباط الاقدمين الخامسة للاسلحة ودورة المراجعة للضباط الاقدمين ودورة الاقدمين في انكلترا كما التحق بالقطعات البريطانية سنة 1955 ثم شارك في دورة الضباط الاقدمين في الولايات المتحدة الاميركية سنة 1957

## اللواء الركن
وقد تدرج في الرتب حتى حصل على رتبة لواء ركن في 14 تموز 1962 وعين قائدا للفرقة الثالثة بعد ثورة 14 تموز1958 وقد شارك في الكثير من الدورات داخل العراق وخارجه ومنح الكثير من الانواط والاوسمة منها نوط الخدمة الفعلية ونوط الحرب ونوط النصر ووسام الرافدين من الدرجة الخامسة ومن النوع العسكري كما منح نوط الشرطة للخدمة الممتازة سنة 1953 وانه كان منضويا تحت لواء تنظيم الضباط الاحرار منذ سنة 1950 وشارك في حرب فلسطين 1948 ونشر عدة مقالات سياسية منددة بالحكم البريطاني في الاربعينات كما اصدر كتابا مهما في ثلاثة اجزاء هو (تاريخ حرب الجيش العراقي في فلسطين 1948-1949).
كما انه عمل في هيئة كتابة التاريخ العسكري - مديرية التطوير القتالي بوزارة الدفاع.
بعد ثورة 14 تموز 1958 عين اللواء الركن خليل سعيد عبد الرحمن قائدا للفرقة الثالثة وكان برتبة عقيد ركن.

## مؤلفات
مؤلفات عديدة ودوره كبير في التاريخ العراقي المعاصر ومن ابرز مؤلفاته كتاب:«تاريخ الجيش العراقي في فلسطين 1948-1949» طبع ببغداد سنة 1969، أشتهرت مذكراته التي نشرتها جريدة (القادسية) العراقية في آب سنة 1992 بعنوان (مذكرات اللواء الركن المتقاعد خليل سعيد عن ثورة 14 تموز 1958)، كان ولده اللواء الركن نبيل خبيرا في هيئة كتابة التاريخ العسكري قبل الاحتلال الاميركي 2003، كتب مع إبراهيم العلاف كتاب (الجيش العراقي) والذي يقع في 16 مجلدا وكانت لجنة التأليف برئاسة الفريق الأول الركن عبد الجبار شنشل ..